# Eurylepta californica
Eurylepta californica är en plattmaskart som beskrevs av Libbie Henrietta Hyman 1959. Eurylepta californica ingår i släktet Eurylepta och familjen Euryleptidae. Inga underarter finns listade i Catalogue of Life.